# NGC 4455
NGC 4455 је спирална галаксија у сазвежђу Береникина коса која се налази на NGC листи објеката дубоког неба.
Деклинација објекта је + 22° 49' 16" а ректасцензија 12h 28m 44,0s. Привидна величина (магнитуда) објекта NGC 4455 износи 12,4 а фотографска магнитуда 13,1. Налази се на удаљености од 9,997 милиона парсека од Сунца. NGC 4455 је још познат и под ознакама UGC 7603, MCG 4-30-1, CGCG 129-2, IRAS 12262+2305, KAZ 390, WAS 57, KUG 1226+231, PGC 41066.